# NMKV
NMKV, sigles de Nissan Mitsubishi Kei Vehicle és una aliança empresarial entre Nissan i Mitsubishi per tal de dissenyar, desenvolupar i produir kei car de caràcter utilitari sota les dues marques per al mercat domèstic japonés. Actualment, la companyia produeix els Mitsubishi eK, el Nissan Dayz, el Mitsubishi eK Space i el Nissan Dayz Roox. Des de la seua fundació el 2011, la NMKV encara no ha començat a desenvolupar un vehicle Kei comercial, ja que tant Nissan com Mitsubishi comercialitzen els Suzuki Carry i Every.

## Història
Nissan i Mitsubishi Motors, que ja duien un acord de cooperació amb certs models, van decidir anar més enllà en aquesta relació comercial i el 14 de desembre de 2010 van decidir crear una empresa per a desenvolupar models utilitaris de kei car de forma conjunta. L'acord es va formalitzar mitjançant un contracte el 20 de maig de 2011 i l'1 de juny del mateix any es creà la NMKV. Dins del projecte, Nissan té al seu càrrec els processos de disseny i planificació, mentres que Mitsubishi té al seu càrrec el desenvolupament i la fabricació dels models. L'objectiu principal de la companyia és augmentat les vendes de Nissan i Mitsubishi al segment dels kei car.

## Models

### Antics

#### 2013-2020
| Data                 | Nissan | Nissan                 | Mitsubishi | Mitsubishi      | Segment            |
| Data                 | Imatge | Nom                    | Imatge     | Nom             | Segment            |
| -------------------- | ------ | ---------------------- | ---------- | --------------- | ------------------ |
| 6 de juny de 2013    |        | Dayz                   |            | eK Wagon        | Kei car "familiar" |
| 6 de juny de 2013    |        | Dayz Highway Star      |            | eK Custom       | Kei car "familiar" |
| 13 de febrer de 2014 |        | Dayz Roox              |            | eK Space        | "Monovolum" Kei    |
| 13 de febrer de 2014 |        | Dayz Roox Highway Star |            | eK Space Custom | "Monovolum" Kei    |

### Actuals
| Data               | Nissan | Nissan                 | Mitsubishi | Mitsubishi | Segment            |
| Data               | Imatge | Nom                    | Imatge     | Nom        | Segment            |
| ------------------ | ------ | ---------------------- | ---------- | ---------- | ------------------ |
| 28 de març de 2019 |        | Dayz                   |            | eK Wagon   | Kei car "familiar" |
| 28 de març de 2019 |        | Dayz Highway Star      |            | eK X       | Kei car "familiar" |
| 19 de març de 2020 |        | Dayz Roox              |            | eK Space   | "Monovolum" Kei    |
| 19 de març de 2020 |        | Dayz Roox Highway Star |            | eK X Space | "Monovolum" Kei    |